# الصحوة (ميليشيا)

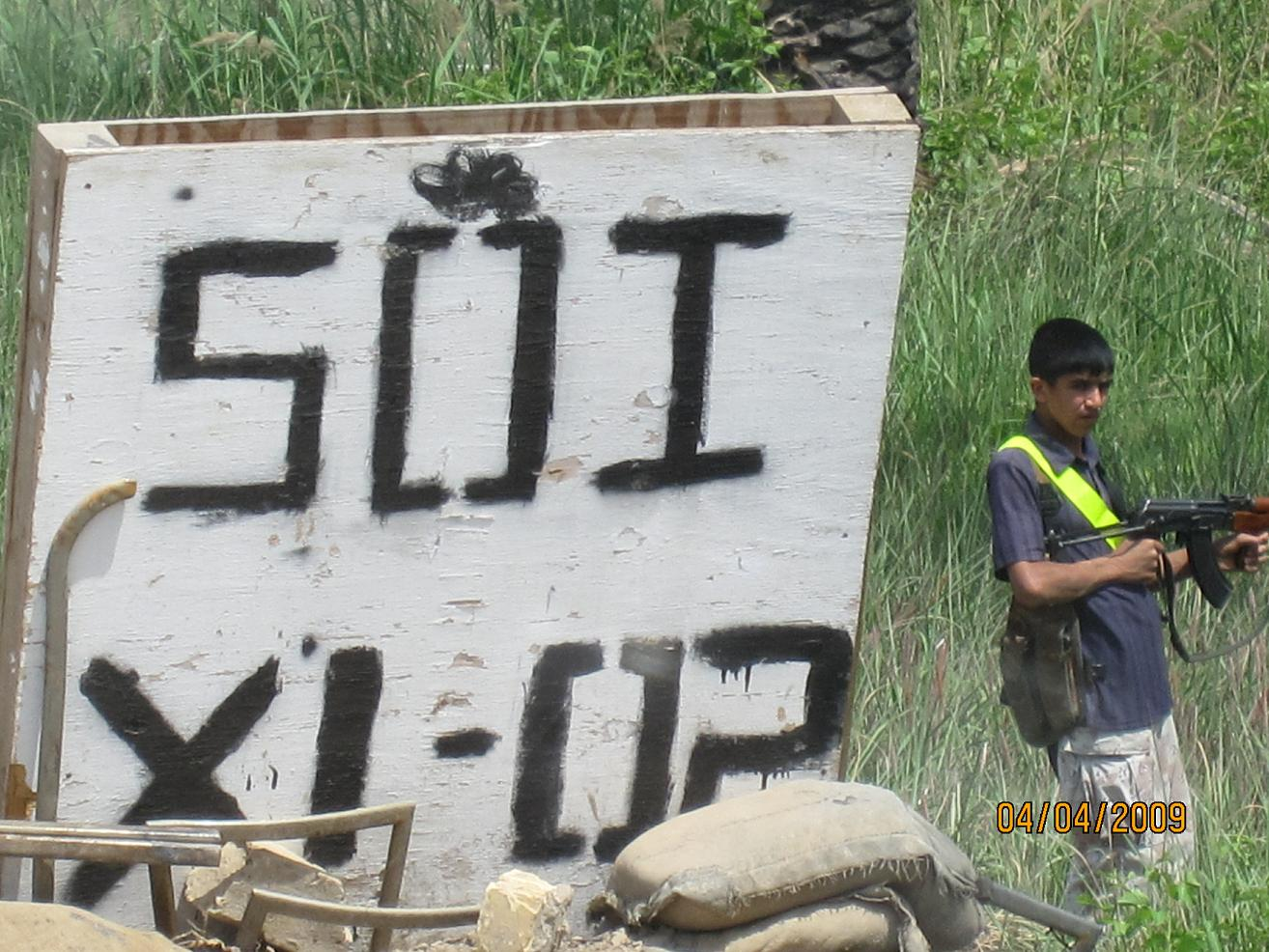
نقطة سيطرة لأبناء العراق (الصحوة)

الصحوة أو المجلس الوطني لإنقاذ العراق أو حركة الإنقاذ السني، إنقاذ الأنبار أو أبناء العراق، أو قوات الصحوة أو تنظيمات الأسناد والصحوة هي تجمعات عشائرية عراقيّة سُنّيّة أنشئت بعد الاحتلال الأميركي للعراق لمواجهة تنظيم القاعدة في البلاد وايقاف الفتنة الطائفية التي عصفت بالعراق.

## التأسيس
تأسست هذه التجمعات العشائرية في المقام الأول لمواجهة تنظيم القاعدة في مناطق وجودهم، خاصة منذ إعلانهم دولة العراق الإسلامية.
وكانت البداية الأولى لظهور مجالس الصحوة في أواخر 2006 في محافظة الأنبار غرب العراق التي تعد أكبر محافظة سنية، ومنها انطلقت فكرة المجالس إلى محافظات أخرى مثل محافظة ديالى ومحافظة صلاح الدين ونينوى.
وفي بغداد تأسست مجالس للصحوة في مناطق مثل الدورة والعامرية والسيدية والخضراء واليرموك والمنصور والجامعة والغزالية والأعظمية والفضل ومناطق حزام بغداد الشمالي والجنوبي والغربي، وهي مناطق يغلب عليها الطابع السني.
وانتشرت هذه المجالس بشكل ملحوظ بعد ذلك في مختلف أنحاء العراق، ليصل عدد منتسبيها إلى ثمانين ألف مقاتل، يشكل السنة فيهم نسبة 90% والباقي من الشيعة.

## الدعم
قامت قوات الاحتلال الأميركي بمد مجالس الصحوة بالمال والسلاح سواء بطريقة مباشرة أو عبر الحكومة العراقية، وقد برر الجيش الأميركي ذلك بوحدة الهدف المشترك الذي يجمعه وهذه المجالس، خاصة ما يتعلق بمحاربة تنظيم القاعدة.
ونجحت مجالس الصحوة إلى حد كبير في تقليل نفوذ القاعدة واستأصالها، واستطاعت طرد أعداد كبيرة من المنتمين لهذا التنظيم الذين كانوا يتخذون من هذه الأماكن مأوى لهم.
وقد دفع التوتر الذي وسم العلاقة بين العشائر المكونة لمجالس الصحوة وبين تنظيم القاعدة، زعيم التنظيم أسامة بن لادن إلى الطلب من القبائل مساندة ما وصفهم بـ «المجاهدين» والصفح عن بعض «الأخطاء» التي ارتكبوها وفتح صفحة جديدة عنوانها توحيد الكلمة والصف لمواجهة ما وصفه بـ «العدو» صفا واحدا إلا أن أغلب العشائر السنية رفضت وقاومت التنظيم حتى باتت المحافظات شبه خالية من عناصر التنظيم.

## المؤسس والقيادات
أبرز مؤسسيها في الأنبار عبد الستار أبو ريشة وخلفه: أحمد أبو ريشة، وقائد الجناح العسكري: حميد الهايس
وفي محافظة صلاح الدين معاوية الجبارة خلفه بعد وفاته ونس الجبارة. صباح مطشر الحسان في قاطع العيث والناعمة وصحوة اسناد تلول الباج بقيادة محمد وحش و احمد مهدي ، وقاطع الجزيرة تلول الباج بقيادة مياح نمر 